# Route nationale 545
Die N545 war von 1933 bis 1973 eine französische Nationalstraße, die zwischen der N85 bei Saint-Bonnet-en-Champsaur und der N544 im Tal der Drac verlief. Ihre Länge betrug 10,5 Kilometer. Von 1978 bis 2006 gab es im Hafengebiet von Fos-sur-Mer eine N545, welche von Fos-sur-Mer aus zur N544 verlief. Sie ist heute Kommunalstraße.